# Ми так любили одне одного
«Ми так любили одне одного» (італ. C'eravamo tanto amati) — італійський драматичний фільм 1974 року режисера Етторе Скола. У фільмі відображені майже 30 років італійської історії та ряд кінематографічних ідей з пошани до італійських кінорежисерів Вітторіо Де Сіка, Федеріко Фелліні, Мікеланджело Антоніоні, Роберто Росселліні і французького режисера Алена Рене. Фільм здобув ряд призів на міжнародних кінофестивалях і згодом був внесений до списку 100 італійських фільмів, які потрібно зберегти, від післявоєнних до вісімдесятих років.
Фільм присвячений Вітторіо Де Сіка, який помер у час створення фільму.

## Сюжет
У фільмі показана 30-ти літня історія про трьох товаришів Антоніо (Ніно Манфреді), Джанні (Вітторіо Гасман) і Нікола (Стефано Сатта Фльорес), які познайомилися і зблизилися у партизанському загоні під час Другої світової війни. Після війни їх шляхи розійшлися, Нікола живе в Ночера-Інферіоре (Південна Італія), Антоніо в Римі і Джанні в Павії. Єдине, що їх пов'язує тепер, це любов до Лючії (Стефанія Сандреллі), в яку вони по черзі закохуються. Та хто буде тим, з ким вона пов'яже своє життя. Чи вдасться їм — колишнім друзям і Лючії зберегти любов, яка колись об'єднувала їхні серця.

## Ролі виконують
- Ніно Манфреді — Антоніо
- Вітторіо Гассман — Джанні Перего
- Стефанія Сандреллі — Лючана Дзанон
- Стефано Сатта Фльорес[it] — Нікола Ралюмбо
- Джованна Раллі — Еліде Катеначчі, дружина Джанні
- Альдо Фабріці — Ромольо Катеначчі, батько Еліде

## Нагороди
- 1974 Премія «Золотий глобус» Асоціації іноземної преси в Італії[it]:
  - за найкраще одкровення чоловічої ролі [it] — Стефано Сатта Фльорес
- 1975 Премія «Срібна стрічка» Італійського національного синдикату кіножурналістів:
  - найкращому акторові другого плану[it] — Альдо Фабріці
  - за найкращу жіночу роль другого плану[it] — Джованна Раллі
  - за найкращий сценарій[it] — Агеноре Інкроччі[it], Фуріо Скрапеллі[it], Етторе Скола
- 1975 Премія «Золотий кубок», (Італія):
  - найкращому режисерові — Етторе Скола
  - найкращій акторці[it] — Стефанія Сандреллі
- 1977 Національна кінопремія Франції Сезар :
  - найкращий фільм іноземною мовою — Етторе Скола